# Tmarus lapadui
Tmarus lapadui là một loài nhện trong họ Thomisidae.
Loài này thuộc chi Tmarus. Tmarus lapadui được miêu tả năm 1964 bởi Jézéquel.